# 伊朗全国委员会
伊朗全国委员会（羅馬化：Šurā-ye melli-e Irān）是流亡海外的伊朗政治组织。该组织成立于2013年，反对伊朗伊斯兰共和国政府并主张推动伊朗民主化运动，实行君主立宪制。创始人和领导人为前巴列维王朝皇储禮薩·巴列維。